# Suzaan van Biljon
Suzaan van Biljon (née le 26 avril 1988 à Bloemfontein) est une nageuse sud-africaine spécialiste des épreuves de brasse. Championne du monde du 200 m brasse en petit bassin en 2008, elle a participé deux fois aux Jeux olympiques en 2008 et 2012, atteignant en 2012 sa seule finale olympique à l'occasion du 200 m brasse qu'elle achève à la septième place.

## Palmarès

### Championnats du monde

#### Petit bassin
- Championnats du monde 2006 à Shanghai (Chine) :
  -  Médaille d'argent du 100 m brasse
- Championnats du monde 2008 à Manchester (Royaume-Uni) :
  -  Médaille d'or du 200 m brasse
  -  Médaille de bronze du 100 m brasse

### Jeux du Commonwealth
- Jeux du Commonwealth de 2006 à Melbourne (Australie) :
  -  Médaille de bronze du 200 m brasse

### Championnats pan-pacifiques
- Championnats pan-pacifiques 2006 à Victoria (Canada) :
  -  Médaille d'or du 200 m brasse

### Jeux africains
- Jeux africains de 2007 à Alger (Algérie) :
  -  Médaille d'or du 50 m brasse
  -  Médaille d'or du 100 m brasse
  -  Médaille d'or du 200 m brasse
  -  Médaille d'or du relais 4 × 100 m quatre nages
- Jeux africains de 2011 à Maputo (Mozambique) :
  -  Médaille d'or du relais 4 × 100 m nage libre
  -  Médaille d'or du relais 4 × 100 m quatre nages
  -  Médaille de bronze du 50 m nage libre